# Jesenný
Jesenný là một làng thuộc huyện Semily, vùng Liberecký, Cộng hòa Séc.